# El Solar
El Solar é uma junta de governo da província de Entre Ríos, na Argentina.